# Maurício Destri
Maurício Destri (Criciúma, 3 de septiembre de 1991) es un actor brasileño.

## Carrera
Destri ya se ha unido al elenco de seis telenovelas en Rede Globo. Su carrera en la estación comenzó en 2011, cuando aceptó vivir el Príncipe Dom Ignatius en Cordel Encantado, y luego cumplió su sueño de infancia de actuar en Malhação, interpretando a Kiko, un actor deslumbrado. En 2013, Maurício protagonizó el cortometraje Before Words. En el mismo año, interpreta a Vinny Rabelo en Sangue Bom. En 2015 interpreta a Benjamin, su primer protagonista en I Love Paraisópolis, junto a Bruna Marquezine.
En 2016 vive su primer villano, Cyrus en la primera fase de la novela A Lei do Amor. En 2018 se unió al elenco de Orgulho e Paixão, interpretando a Camilo Bittencourt, un 'príncipe' solitario del Valle del Café.

## Filmografía

### Televisión
| Año  | Título              | Personaje                            | Notas                       |
| ---- | ------------------- | ------------------------------------ | --------------------------- |
| 2011 | Cordel Encantado    | Infante Dom Inácio de Seráfia do Sul |                             |
| 2012 | Malhação Conectados | Kiko Freitas                         | Temporada 19                |
| 2013 | Sangue Bom          | Vinícius Carmim Rabello (Vinny)      |                             |
| 2015 | I Love Paraisópolis | Benjamin de Albuquerque Brenner      |                             |
| 2016 | A Lei do Amor       | Ciro Noronha (primera fase)          | Episodios: "3–7 de octubre" |
| 2017 | Os Dias Eram Assim  | Leon                                 |                             |
| 2018 | Orgulho e Paixão    | Camilo Bittencourt                   |                             |

### Cine
| Año  | Título            | Personaje | Notas        |
| ---- | ----------------- | --------- | ------------ |
| 2013 | Antes de Palavras | Célio     | Cortometraje |

## Teatro
| Año  | Título                            | Autor            |
| ---- | --------------------------------- | ---------------- |
| 2009 | A Força da Vida                   | Will Eisner      |
| 2009 | O Santo e a Porca                 | Ariano Suassuna  |
| 2009 | Seis personajes en busca de autor | Luigi Pirandello |
| 2010 | La vida de Galileo                | Bertolt Brecht   |
| 2014 | Despertar de Primavera            | Frank Wedekind   |